# Institut Aleksanteri
Pour les articles homonymes, voir Aleksanteri.
L'Institut Aleksanteri (en finnois : Aleksanteri-instituutti) ou Centre finlandais pour les études russes et d’Europe de l'Est est un institut autonome de l'Université d'Helsinki.

## Activités de l'Institut
C'est un centre national de recherche, d'études et d'expertise au sujet de la Russie et de l’Europe de l'Est, en particulier pour les sciences sociales et la littérature.
L'Institut Aleksanteri a été fondé en 1996. Il emploie 50 personnes et est dirigé par le Professeur Markku Kangaspuro.

## Histoire
L'Institut Alexandre porte le nom des empereurs russes qui étaient les grands-ducs de Finlande.
Le nom fait référence à Alexandre Ier, Alexandre II et Alexandre III.
Le contexte fait également référence à l’histoire de l’Université d’Helsinki, car au XIXe siècle, l’université était connue sous le nom d’Université impériale Alexandre de Finlande.
Markku Kivinen, professeur de sociologie à l'Université de Laponie, a été choisi pour fonder l'Institut Aleksanteri en 1996.
Il a dirigé l'institut de recherche de 1996 à 2018.
Markku Kangaspuro est le directeur de l'institut depuis 2018.
Dans les années 2006-2021, l'Institut Aleksanteri a fonctionné dans le bâtiment de l'Uusi klinikka avant de s'installer dans le Metsätalo.

## Conférence Aleksandre
La Conférence Alexander est une conférence internationale axée sur les questions de recherche en Russie, en Eurasie et en Europe de l'Est.
La conférence est organisée à Helsinki fin octobre et ses thèmes varient chaque année.
Les thèmes de la conférence ont été :
- 2024 Résister à l'autoritarisme en Eurasie
- 2023 Décoloniser l'espace à l'Est global
- 2022 La nouvelle ère de l'insécurité
- 2021 Eurasie et migration mondiale
- 2019 Technologie, culture et société dans l'espace eurasien
- 2018 Libération – Liberté – Démocratie ? 1918-1968-2018
- 2017 Les choix de la Russie pour 2030
- 2016 Vie et mort en Russie
- 2015 Culture et société russe
- 2014 Restructuration de l'État et de la société en Russie
- 2013 La Russie et le monde
- 2012 Compétition et Bonne Société
- 2011 Le Dragon et l'Ours
- 2010 Alimenter l'avenir ?
- Guerre froide de 2009
- 2008 WGA
- 2007 Perestroïka
- 2006 Construire les identités
- 2005 Transformation rurale
- 2004 La démocratie en Russie
- 2003 Concepts de la nature russe
- 2002 Aide et conseils occidentaux à l'Europe de l'Est
- 2001 Dimensions du régionalisme russe